# 曹丁
曹丁（1933年7月—），山西祁县人，原名曹鼎。中国人民解放军少将。
1978年12月，任北京军区纪律检查科科长、纪委办公室副主任。1985年1月任北京军区政治部保卫部部长、干部部长。1988年6月，任北京卫戍区副政委。1991年6月晋升少将军衔。1990年6月－1993年2月，任山西省军区政委、党委副书记、书记。1992年8月－1993年6月，兼任中共山西省委常委。